# Qu Bo (écrivain)
Cet article concerne l'écrivain. Pour le footballeur, voir Qu Bo.
Œuvres principales
- Tracks in the Snowy Forest, (1957)

Qu Bo 曲波 (1923–2002) était un écrivain chinois.

## Biographie
Une transcription de son nom est Chu Po. Qu'曲, est son nom de famille.

## Œuvre
Son premier livre Tracks in the Snowy Forest (林海雪原) a fait de lui un auteur les plus connus de son époque. 
Ce roman historique se déroulant en 1946 dans le cadre de la guerre civile chinoise a été adapté au cinéma par Tsui Hark en 2014 sous le nom de La Bataille de la Montagne du Tigre.